# Shire of Winton
Shire of Winton är en kommun i Australien. Den ligger i delstaten Queensland, omkring 1 200 kilometer nordväst om delstatshuvudstaden Brisbane. Antalet invånare var 1 134 vid folkräkningen 2016.
Följande samhällen finns i Shire of Winton:
- Winton

Omgivningarna runt Shire of Winton är i huvudsak ett öppet busklandskap. Trakten runt Shire of Winton är nära nog obefolkad, med mindre än två invånare per kvadratkilometer. Genomsnittlig årsnederbörd är 304 millimeter. Den regnigaste månaden är februari, med i genomsnitt 108 mm nederbörd, och den torraste är augusti, med 4 mm nederbörd.